# Habitatges a Miralcamp
Els Habitatges a Miralcamp és una obra de Miralcamp (Pla d'Urgell) inclosa a l'Inventari del Patrimoni Arquitectònic de Catalunya.

## Descripció
Casa rural angular amb l'estil típic de les cases de pagès de ponent. L'edifici està estructurat en tres nivells. Una primera planta amb dependències agrícoles. La segona té els espais d'habitació. El tercer nivell, golfes, té la part davantera oberta a l'aire lliure obeint a la funció d'assecador.
La façana principal d'original només conserva el primer nivell, ja que els altres dos pisos estan modificats. La porta d'accés a l'edifici s'estructura en un arc de mig punt amb dovelles de pedra, on s'hi accedeix mitjançant uns graons, degut al desnivell del terreny. La part lateral de l'edifici no ha estat modificada, només la portalada. Les golfes segueixen l'esquema típic amb barana i sostre de fusta.
A la llinda de la casa núm. 1 hi ha gravada la data 1730.

## Història
No hi ha notícies històriques. L'arxiu parroquial va ser destrossat durant la Guerra Civil.